# Totainville
Totainville é uma comuna francesa na região administrativa de Grande Leste, no departamento de Vosges. Estende-se por uma área de 5 km². Em 2010 a comuna tinha 120 habitantes (densidade: 24 hab./km²).